# Liolaemus duellmani
Liolaemus duellmani este o specie de șopârle din genul Liolaemus, familia Tropiduridae, descrisă de Cei 1978. Conform Catalogue of Life specia Liolaemus duellmani nu are subspecii cunoscute.